# Râul Struma
Struma (în bulgară Струма, în greacă Στρυμόνας - Strimonas) este un râu care curge din Bulgaria spre Grecia. Izvorăște din muntele Vitoșa și se varsă în Marea Egee, în apropierea orașului antic Amphipolis, din prefectura Prefectura Serres. Are o lungime de 415 kilometri.

## Mitologie
În mitologie greacă, Struma este fiul titanilor Ocean și Thetys, frate cu Nil, Alfeu, Eridan, Meandru și Istru (Dunărea).